# Desenvolvimento pessoal
Desenvolvimento pessoal é uma área do conhecimento que visa a melhorar a qualidade de vida e a desenvolver as habilidades pessoais de cada pessoa, contribuindo com a construção do conhecimento humano e a realização de sonhos e aspirações.
O desenvolvimento pessoal pode incluir as seguintes atividades:
- Aumentar a autoconsciência;
- Aumentar o autoconhecimento;
- Melhorar ou desenvolver novas habilidades;
- Construção ou renovação da identidade, ou autoestima;
- Desenvolvimento de pontos fortes;
- Diminuição ou superação dos pontos fracos;
- Melhorar o estilo ou qualidade de vida;
- Melhorar a saúde;
- Definir e executar planos de desenvolvimento pessoal (PDPs);
- Melhorar as habilidades sociais.[2]

Desenvolvimento pessoal também pode incluir o desenvolvimento de outras pessoas. Isso pode ocorrer através de papéis como os de professores ou mentores, seja através de uma competência pessoal (tais como a habilidade de determinados gestores em desenvolver o potencial dos empregados) ou através de um serviço profissional (como o fornecimento de formação, avaliação ou treinamento).
Além de melhorar a si mesmo e desenvolver outras pessoas, o desenvolvimento pessoal também é um campo de prática e pesquisa. Como um campo de prática, inclui métodos de desenvolvimento pessoal, programas de aprendizagem, avaliação de sistemas, ferramentas e técnicas. Como um campo de pesquisa, cada vez mais temas de desenvolvimento pessoal aparecem em revistas científicas, comentários em faculdades e livros relacionados a gestão.

## Desenvolvimento do potencial humano
Desenvolvimento pessoal é a temática que abarca os diversos conhecimentos, conceitos, recursos e técnicas relacionados ao desenvolvimento do potencial humano.
O desenvolvimento pressupõe um crescimento cognitivo, pessoal, que é observado através dos comportamentos (implica "o falar", a forma de estar), mas implica também não apenas o desenvolvimento psíquico biológico, mas a formação do caráter, pressupondo um ideal de humanidade em que a pessoa estaria plenificada no seu bem-estar e na sua comunidade, o que é descrito como um processo pelos termos autorrealização e autoatualização.
As áreas de vida que envolvem o desenvolvimento pessoal são:
- Administração do tempo – Investir tempo no que é útil para o crescimento interior e bem-estar.
- Autoconhecimento - Ser mestre de si mesmo e, consequentemente, um ser humano melhor. Ter percepção dos bloqueios e limitações e superá-los com o poder da consciência de si próprio e da mente. É sinônimo da lembrança de si mesmo.
- Comunicação interpessoal –  O cuidado e a preocupação dos interlocutores na transmissão dos dados ou das informações em questão para que se obtenha o sucesso no processo desejado. O sucesso na comunicação não depende só da forma como a mensagem é transmitida, a compreensão dela é fator fundamental.
- Empreendedorismo – Indivíduo que detém uma forma especial, inovadora, de se dedicar às atividades de organização, administração, execução; principalmente na geração de riquezas, na transformação de conhecimentos e bens em novos produtos ou serviços.
- Educação financeira – Buscar uma melhor qualidade de vida tanto hoje quanto no futuro, proporcionando a segurança material necessária para aproveitar os prazeres da vida e ao mesmo tempo obter uma garantia para eventuais imprevistos.
- Liderança – É a habilidade de motivar e influenciar os liderados, de forma ética e positiva, para que contribuam voluntariamente e com entusiasmo para alcançarem os objetivos da equipa e da organização.
- Motivação – É uma força interior que se modifica a cada momento durante toda a vida, onde direciona e intensifica os objetivos de um indivíduo.
- Marketing pessoal - Valorizar o ser humano em todos os seus atributos e características. Inclusive em sua complexa estrutura física, intelectual e espiritual. Visa possibilitar a utilização plena das capacidades e potencialidades humanas na área profissional e na da vida pessoal.
- Produtividade pessoal – A relação entre as atividades que temos para fazer, o tempo disponível e o resultado obtido dessa relação.
- Poder mental – Desenvolver as funções mentais em prol das realizações e conquistas positivas. Entre as funções do consciente, tem-se: raciocínio, análise, lógica, capta as informações via cinco sentidos, poder de escolha, tempo e espaço, diferencia o certo e o errado, entre outras funções. Entre as funções do inconsciente, destacam-se: responde por, aproximadamente, 90% do comportamento, memória profunda, controla as funções orgânicas, fenómenos paranormais, entre outras.
- Qualidade de vida – Envolve o bem físico, mental, psicológico e emocional, além de relacionamentos sociais, como família e amigos e também a saúde, educação, poder de compra e outras circunstâncias da vida.
- Relacionamento humano – Relacionamento entre pessoas é a forma como eles se tratam e se comunicam. Estar com pessoas que nos façam sentir especiais e nos impulsionem para o que é positivo, nos motivem e vice-versa.

Aceitar entrar num processo de desenvolvimento pessoal é permitir-se analisar todas as questões vivenciais que nos envolvem, ter uma percepção de quais estão em déficit, onde estão os desafios, o que deve ser alterado e o que podemos fazer para obter resultados diferentes e bem sucedidos.

## O bem-estar e o modo de vida, o desenvolvimento pessoal e a auto realização
Utilizando o ponto de vista do utilitarismo, o bem-estar se define como a combinação de situações de prazer e de alegria com a ausência de dificuldades e situações incomodas, e de maneira geral busca obter a maximização do bem-estar coletivo.

O conceito de desenvolvimento pessoal possui significados diferentes segundo o enfoque e análise dos psicanalistas, pelos promotores das técnicas New Age, e ainda pelos aderentes da cadeia de coaching. Os objetivos do desenvolvimento pessoal podem, assim, retomar ao autoconhecimento, a valorização dos próprios talentos e virtudes, a melhora da qualidade de vida, e o desejo de se alcançar as próprias aspirações.